# Nadaillac
Nadaillac település Franciaországban, Dordogne megyében. Lakosainak száma 376 fő (2022. január 1.). Nadaillac Chartrier-Ferrière, Borrèze, Estivals, Les Coteaux Périgourdins, La Dornac, Jayac és Gignac községekkel határos.

## Népesség
A település népességének változása:
| Lakosok száma | 308  | 304  | 285  | 339  | 328  | 360  | 376  | 384  | 386  | 376  |
|               | 1968 | 1982 | 1990 | 2006 | 2013 | 2015 | 2017 | 2019 | 2020 | 2022 |